# Codex Hammurapi
Als Codex Hammurapi (auch in den Schreibweisen Kodex bzw. Hammurabi und Ḫammurapi) bezeichnet man eine babylonische Sammlung von Rechtssprüchen aus dem 18. Jahrhundert v. Chr. Sie gilt zugleich als eines der wichtigsten und bekanntesten literarischen Werke des antiken Mesopotamiens und als bedeutende Quelle keilschriftlich überlieferter Rechtsordnungen (Keilschriftrechte). Der Text geht zurück auf Hammurapi, den sechsten König der 1. Dynastie von Babylon. Er ist auf einer nahezu komplett erhaltenen 2,25 m hohen Dioritstele, auf mehreren Basaltstelenbruchstücken anderer Stelen sowie in über 30 Tontafelabschriften aus dem zweiten und ersten Jahrtausend v. Chr. überliefert. Auch diese Stele selbst wird häufig als „Codex Hammurapi“ bezeichnet. Sie ist heute im Louvre in Paris ausgestellt und wurde, wie auch die Bruchstücke der Basaltstelen, von französischen Archäologen in Susa gefunden, wohin sie im 12. Jahrhundert v. Chr. aus Babylonien verschleppt wurde. Aufgrund dieser guten Quellenlage ist der Text heute vollständig bekannt.
Der Text besteht aus rund 8000 Wörtern, die auf der erhaltenen Stele in 51 Kolumnen mit je rund 80 Zeilen in altbabylonischer Monumental-Keilschrift niedergeschrieben wurden. Er lässt sich grob in drei Abschnitte gliedern: einen Prolog von rund 300 Zeilen Umfang, der die göttliche Legitimation des Königs darlegt, einen Hauptteil, mit nach moderner Einteilung 282 Rechtssätzen, und einen rund 400 Zeilen umfassenden Epilog, der die Rechtschaffenheit des Königs lobt und nachfolgende Herrscher zur Befolgung der Rechtssätze auffordert. Die enthaltenen Rechtssätze, die rund achtzig Prozent des Gesamttextes einnehmen, betreffen Staatsrecht, Liegenschaftsrecht, Schuldrecht, Eherecht, Erbrecht, Strafrecht, Mietrecht und Viehzucht- sowie Sklavenrecht.
Seit seiner Publikation 1902 beschäftigen sich vornehmlich Assyriologen und Juristen mit dem Text, dessen Entstehungssituation bzw. Funktion (Sitz im Leben) bis heute nicht geklärt werden konnte. Der ursprünglichen Annahme, es handele sich um eine systematische Zusammenfassung geltenden Rechts (Gesetzeskodifikation), wurde schon früh widersprochen. Seitdem wurde diskutiert, ob es sich um eine private Rechtsaufzeichnung (Rechtsbuch), um Musterentscheidungen, Reformgesetze, einen Lehrtext oder schlicht ein sprachliches Kunstwerk handele. Diese Diskussionen konnten bis heute nicht abgeschlossen werden und hängen in erheblichem Maße mit dem fachlichen und kulturellen Hintergrund der jeweiligen Autoren zusammen. Auch die Theologie zeigte ein starkes Interesse am Codex Hammurapi, wobei vor allem eine mögliche Rezeption desselben in der Bibel kontrovers diskutiert wurde.
Immer wieder wird der Codex Hammurapi als ältestes „Gesetz“ der Menschheit bezeichnet, eine Formulierung, die sich seit der Entdeckung der älteren Kodizes von Ur-Nammu und Lipit-Ištar – unabhängig von den genannten Kontroversen – heute nicht mehr halten lässt.

## Überlieferungsgeschichte

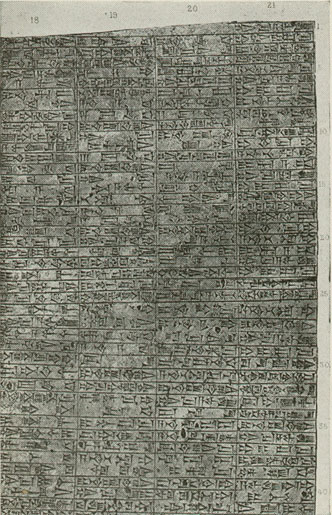
Ausschnitt des Textes

Der rund 3800 Jahre alte Text des Codex Hammurapi ist vor allem durch die heute im Louvre (Département des Antiquités orientales, Inventarnummer Sb 8) befindliche Stele aus Diorit bekannt. Diese wurde im Winter 1901/1902 von Gustave Jéquier und Jean-Vincent Scheil während einer französischen Expedition nach Persien unter der Leitung von Jacques de Morgan auf der Akropolis von Susa in drei Bruchstücken gefunden. Bereits im April 1902 wurden diese, wieder zu einer Stele zusammengesetzt, in das Pariser Museum verbracht und ihre Inschrift noch im selben Jahr von Jean-Vincent Scheil ediert und ins Französische übersetzt. Dabei legte Scheil eine Paragrafennummerierung fest, die sich am Einleitungswort šumma (deutsch: „wenn“) orientierte, was für den Text eine Gesamtzahl von 282 Paragrafen ergab – eine Zählung, die bis heute verwendet wird. Im selben Jahr folgte auch die erste deutsche Übersetzung durch Hugo Winckler, der Scheils Paragrafeneinteilung übernahm.
Die im Louvre ausgestellte Stele zeigt im oberen Bereich ein Relief, das König Hammurapi vor dem thronenden Sonnen-, Wahrheits- und Gerechtigkeitsgott Šamaš zeigt. Hammurapi nimmt dabei die auch aus anderen Darstellungen bekannte Armhaltung eines Beters ein, während ihm der Gott vermutlich Herrschaftssymbole übergibt. Von einigen Forschern wurde auch die These vertreten, dass der dargestellte Gott eher der babylonische Stadtgott Marduk sei. Darunter ist der Text des Codex Hammurapi in 51 Kolumnen zu je rund 80 Zeilen eingemeißelt. Als Schriftzeichen wurde dabei die altbabylonische Monumentalschrift verwendet, die noch wesentlich stärker der sumerischen Keilschrift ähnelt als die altbabylonische Kursivschrift, die aus zahlreichen Dokumenten dieser Zeit bekannt ist.
Ein Teil des Textes der Stele wurde bereits in der Antike ausgemeißelt; jedoch kann dieser aufgrund von Vergleichsstücken rekonstruiert werden, so dass heute der gesamte Text bekannt ist. Diese Ausmeißelung geht auf die Elamer zurück, die unter König Šutruk-Naḫḫunte II. bei einem Feldzug nach Mesopotamien die Stele zusammen mit zahlreichen anderen Kunstwerken, wie etwa auch der Narām-Sîn-Stele, in ihre Hauptstadt im heutigen Iran verschleppten. Der ursprüngliche Aufstellungsort der Stele ist daher nicht bekannt; es wird jedoch immer wieder auf die babylonische Stadt Sippar verwiesen. Neun weitere in Susa gefundene Fragmente aus Basalt deuten darauf hin, dass mindestens drei weitere Stelen mit dem Codex existierten, die dann wohl in anderen Städten aufgestellt waren.
Neben dem Haupttext in Form der Steleninschrift ist der Codex Hammurapi aber auch aus einer Reihe von Tontafeln bekannt, die Teile des Textes zitieren. Diese wurden zum Teil bereits im 19. Jahrhundert, zum Teil aber auch erst nach dem Fund der Stele in Susa entdeckt. Sie befinden sich heute im British Museum, im Louvre, im Vorderasiatischen Museum in Berlin sowie im University of Pennsylvania Museum of Archaeology and Anthropology in Philadelphia. Bereits 1914 wurde eine große Abschrift der §§ 90–162 auf einer Tontafel des Museums in Philadelphia gefunden, aus welcher auch die antike Einteilung der Paragrafen hervorgeht, welche an einigen Stellen von der heute verwendeten Scheil’schen Einteilung abweicht. Abschriften des Textes stammen aber auch aus den nachfolgenden Epochen und anderen Regionen des Alten Orients bis in neubabylonische Zeit, wobei die antike „Paragrafeneinteilung“ durchaus variierte.

## Aufbau

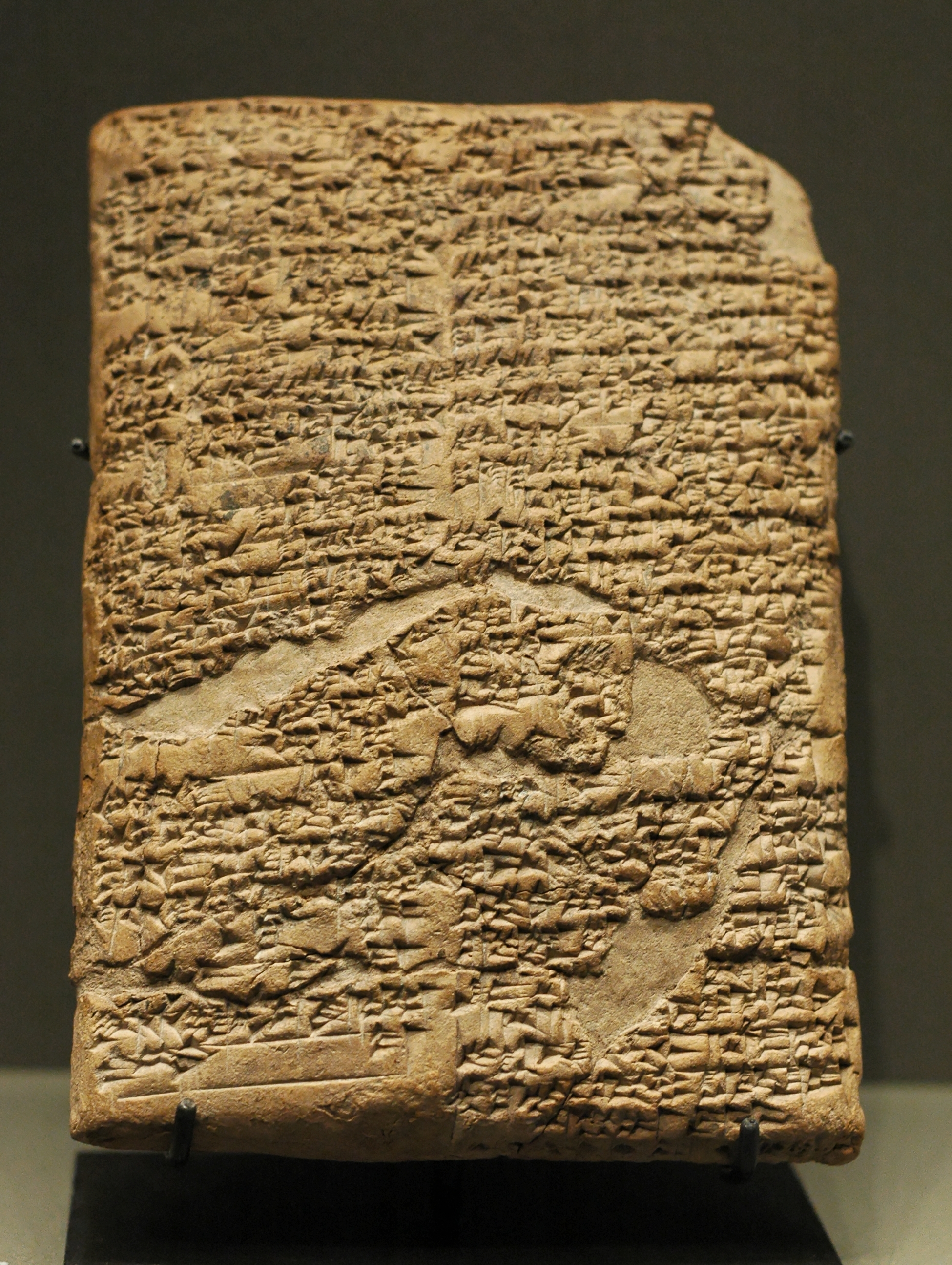
Tontafel mit dem Prolog des Codex Hammurapi im Louvre, Inv. AO 10237

Der Codex Hammurapi folgt der auch von anderen altorientalischen Rechtssammlungen bekannten Dreiteilung in Prolog, Hauptteil und Epilog. Der Prolog umfasst dabei im Text der Stele aus Susa 300 Zeilen, der Epilog 400 Zeilen. Dazwischen steht der Hauptteil des Textes mit den eigentlichen Rechtssätzen und einem Umfang von rund 80 % des Gesamtwerkes.

### Prolog
Der Prolog des Codex Hammurapi gehört nach herrschender Meinung zu den wichtigsten literarischen Werken des Alten Orients. Er kann in drei Sinnabschnitte gegliedert werden, die in dieser Reihenfolge für die altorientalischen Kodizes typisch sind:
1. Theologischer Teil,
2. Historisch-politischer Teil,
3. Moralisch-ethischer Teil.

Der theologische Teil dient der Darlegung der göttlichen Legitimation Hammurapis und ist als langer Temporalsatz konstruiert. In diesem wird zunächst erklärt, dass der babylonische Stadtgott Marduk durch Anu und Enlil, die höchsten Götter des sumerisch-akkadischen Pantheons, zur Herrschaft über die Menschheit berufen worden sei. Dementsprechend sei Babylon als seine Stadt auch zum Zentrum der Welt bestimmt worden. Damit eine gerechte Ordnung im Land bestehe, Übeltäter und Unterdrückung von Schwachen ein Ende fänden und es den Menschen gut gehe, sei dann Hammurapi zur Königsherrschaft über die Menschen erwählt worden.
Eine neubabylonische Abschrift des Prologs (BM 34914) zeigt, dass von diesem Text mehrere Varianten vorlagen, wobei sich diese neubabylonische Abschrift vor allem im theologischen Teil von der Textfassung der Stele aus Susa unterscheidet. So wird in dieser Fassung Hammurapi direkt von Anu und Enlil ermächtigt, während Marduk keine Erwähnung findet. Statt Babylon wird Nippur zum Zentrum der Welt bestimmt und der Herrschaftsauftrag geht direkt von Enlil, dem Stadtgott Nippurs, aus. Möglicherweise handelt es sich dabei um ein Zugeständnis des Königs an das religiöse Zentrum Nippur.
Dem schließt sich der historisch-politische Teil als eine Selbstdarstellung des Königs mit seinem politischen Werdegang an, die in Form einer Auflistung seiner Taten in Städten und Heiligtümern als Epitheta stilisiert ist. Da diese Städteliste den Städten entspricht, die in seinem 39. Regierungsjahr zu Hammurapis Reich gehörten, stellt dies einen Terminus post quem für die Datierung der Stele aus Susa dar. Eine Tontafelabschrift (AO 10327) enthält eine andere Version dieser Städteliste, die dem 35. Regierungsjahr zugeordnet werden kann. Daraus wird deutlich, dass die Stele nicht die älteste Version des Codex Hammurapi enthält. Einziger Anhaltspunkt für eine alternative Datierung des Textes ist der Jahresname des 22. Regierungsjahres Hammurapis mu alam Ḫammurapi šar (LUGAL) kittim (NÌ-SI-SÁ) (deutsch: Jahr – Statue Hammurapis als König der Gerechtigkeit). Da diese Stele auch im Text des Codex Hammurapi erwähnt und ihre Existenz somit vorausgesetzt wird, wird das 21. Regierungsjahr des Hammurapi als alternativer Terminus post quem verwendet.
Der moralisch-ethische Teil folgt dem vorausgehenden, ohne dass ein geografischer Bezug hergestellt würde. So legt er zunächst seine Filiation vom Dynastiegründer Sumulael und seinem Vater Sin-muballit dar und verweist auf den von Marduk aus ergangenen Führungsauftrag, den er durch Etablierung von Recht und Ordnung (akk.: kittum u mīšarum) befolgt habe. Den Abschluss des Prologs bildet das Wort inūmīšu (deutsch: damals), worauf dann die eigentlichen Rechtssätze folgen.

### Rechtssätze
Mit den eigentlichen Rechtssätzen beschäftigten sich eine Vielzahl von Assyriologen und Juristen, die vor allem versuchten, die hinter ihnen stehende Systematik zu erfassen und auf diese Weise auch ihre Natur zu erschließen. Dabei wurden im Laufe der Zeit unterschiedliche Ansätze vorgelegt, die jedoch wegen verschiedener Mängel keine allgemeine Anerkennung erlangten. Dies gilt besonders für die frühen Versuche, eine Systematik nach logischen oder juristisch-dogmatischen Aspekten zu erstellen, wie sie etwa vom Franzosen Pierre Cruveilhier unternommen wurden.
Einer der wichtigsten Versuche dieser Art war der von Josef Kohler, welcher zunächst zutreffend feststellte, dass die Rechtssätze am Anfang des Textes vor allem durch eine Beziehung zu „Religion und Königtum“ charakterisiert seien. Diesen sollten dann „Bestimmungen über Handel und Wandel“, insbesondere Landwirtschaft, Verkehrswesen und Schuldrecht gefolgt sein, wonach dann Regelungen zum Familien- und Strafrecht gestanden hätten, bevor Schifffahrt, Miet- und Dienstverhältnisse sowie Knechtschaft den Text abgerundet hätten. Dagegen wandte sich besonders David G. Lyon, mit einem alternativen Einteilungsvorschlag. Er ging davon aus, dass der Codex Hammurapi in die drei Hauptabschnitte Einführung (§§ 1–5), Sachen (§§ 6–126) sowie Personen (§§ 127–282) gegliedert sei, wobei der Abschnitt Sachen in die Unterabschnitte Privateigentum (§§ 6–25), Immobilien, Handel und Geschäft (ab § 26) zerfiele und der Abschnitt Personen in die Unterabschnitte Familie (§§ 127–195), Rechtsverletzungen (§§ 196–214) und Arbeit (§§ 215–282). An diese Einteilung, der schon mehrfach widersprochen wurde, lehnte sich später auch Robert Henry Pfeiffer an, um den Codex Hammurapi mit biblischem und römischem Recht vergleichen zu können. So benannte er die §§ 1–5 als „ius actionum“, die §§ 6–126 als „ius rerum“ und die §§ 127–282 als „ius personarum“, wobei er letzteren Abschnitt noch in „ius familiae“ (§§ 127–193) und „obligationes“ (§§ 194–282) unterteilte.
Allgemein fand jedoch der Versuch von Herbert Petschow am meisten Zustimmung. Er stellte fest, dass die Ordnung der Rechtssätze nach Sachgruppen erfolgte, was juristisch zusammengehörige Normen voneinander trennte. Innerhalb einzelner Sachgruppen orientierte sich die Anordnung der Rechtssätze an chronologischen Kriterien, Gewicht der behandelten Güter, Häufigkeit der Fälle, sozialer Stellung betroffener Personen oder schlicht nach dem Schema Fall-Gegenfall. Petschow gelang es aber auch nachzuweisen, dass einzelne Rechtssätze primär nach juristischen Gesichtspunkten angeordnet wurden; hierzu gehört etwa die strikte Trennung von vertraglichen und außervertraglichen Rechtsbeziehungen. Grundsätzlich lässt sich der Codex Hammurapi nach Petschow in zwei Hauptabschnitte einteilen:

#### Öffentliche Ordnung
Die ersten 41 Rechtssätze betreffen die öffentliche Sphäre, gekennzeichnet durch Königtum, Religion und Volk. Sie lassen sich in mehrere Sinnabschnitte weiter unterteilen.
Der erste dieser Abschnitte wird von den §§ 1–5 gebildet, die sich mit den Personen befassen, die maßgeblich an der gerichtlichen Rechtsfindung beteiligt sind: Kläger, Zeugen und Richter. Aus diesem Grund gab Petschow diesem ersten Abschnitt die Überschrift „Verwirklichung von Recht und Gerechtigkeit im Lande“ und sah hierin ein unmittelbares Anknüpfen an das im Prolog zuletzt geäußerte dahingehende Anliegen. Diese fünf Rechtssätze bedrohen falsche Anschuldigung und falsches Zeugnis mit Strafen nach dem Talionsprinzip; für bestechliche Richter wurde eine Enthebung aus dem Richteramt und eine das Zwölffache des Prozessgegenstandes umfassende Vermögensstrafe vorgesehen.
Der zweite Abschnitt umfasst die §§ 6–25 und behandelt für die Öffentlichkeit als besonders gefährlich angesehene „Kapitaldelikte“. Es handelt sich dabei vor allem um Eigentumsdelikte, die sich gegen öffentliches Eigentum (Tempel oder Palast) oder gegen die soziale Klasse der muškēnu richten. Hinzu kommen noch einzelne weitere Straftatbestände, die entweder auch als gemeingefährlich angesehen wurden oder aufgrund von Attraktionen an dieser Stelle einsortiert wurden. Allen Rechtssätzen dieses Abschnitts ist gemein, dass sie die Todesstrafe für den Delinquenten vorsehen.
Die §§ 26–41 bilden dann den dritten Abschnitt, der sich mit „Dienstpflichten“ beschäftigt. Die Dienstpflichten (akkadisch ilku) werden häufig unzutreffend mit Lehen übersetzt, da der Dienstverpflichtete seine Dienstpflicht im Normalfall auf einem hierfür zur Verfügung gestellten Grundstück verrichtete. Nach der Festlegung von Strafen für Dienstpflichtverletzungen werden vor allem Regelungen zum Verbleib des ilku-Gutes im Falle von Kriegsgefangenschaft oder Flucht des Dienstverpflichteten getroffen. Abschließend wird eine Art rechtsgeschäftliche Verfügungsmacht des Dienstverpflichteten über sein ilku-Gut festgesetzt.

#### „Privatrecht“
Die restlichen Rechtssätze betreffen vor allem die Individualsphäre des einzelnen Bürgers. Diese größere Gruppe von Rechtssätzen beschäftigt sich mit Vermögens-, Familien- und Erbrecht, aber auch mit Fragen von Arbeit und körperlicher Integrität. Sie sind durch ihre Zusammenstellung zwar deutlich vom vorausgehenden Abschnitt abgetrennt, inhaltlich besteht jedoch über das Thema „Landwirtschaft“ eine Verbindung.
Den ersten Abschnitt bilden hier nun die §§ 42–67, die das „private Vermögensrecht“ zum Gegenstand haben; nämlich nacheinander Felder, Gärten und Häuser. Dabei werden zunächst vertragliche Rechtsbeziehungen behandelt, was vor allem in Form von Regelungen zum Pacht- und Pfandrecht geschieht. Darauf folgen Bestimmungen zur außervertraglichen Schadenhaftung.
In diese Rechtssätze sind mehrfach Bestimmungen über die „Erfüllung von Schuldverpflichtungen“ eingeschoben, was dann in den §§ 68–127 zum beherrschenden Thema wird und insofern einen neuen Abschnitt darstellt. Gegenstand derselben ist vor allem der tamkarum (Kaufmann). Hinzu treten aber auch Regelungen über die sabītum (Schankwirtin), bevor dieser Abschnitt mit den Themen Pfändung und Schuldversklavung geschlossen wird.
Die §§ 128–193 bilden einen deutlich abgrenzbaren Abschnitt, der sich mit „Ehe, Familie und Erbrecht“ befasst. Hier werden zunächst nacheinander die ehelichen Treupflichten der Frau, die Unterhalts- und Sorgepflichten des Ehemannes und schließlich die vermögensrechtlichen Wirkungen der Ehe für beide Ehegatten behandelt. Dem folgen dann eine Reihe von Straftatbeständen im sexuellen Bereich, bevor schließlich die Möglichkeiten zur Auflösung einer Ehe und deren vermögensrechtliche Konsequenzen behandelt werden.
Diesem Teil folgen dann Rechtssätze des Erbrechtes, wobei nacheinander die Mitgift beim Tod der Frau und das Vermögen nach dem Tod des Familienvaters behandelt werden. Bei letzterem wird weiter in das Erbrecht ehelicher Kinder, der überlebenden Witwe und von Kindern einer Mischehe differenziert. Das Erbrecht von Töchtern als Sonderfall ist durch verfahrensrechtliche Bestimmungen davon abgetrennt. Abgerundet wird diese Gruppe von Rechtssätzen durch adoptions- und pflichtschaftsrechtliche Bestimmungen.
Ein weiterer Abschnitt, der sich im Wesentlichen mit „Verletzungen körperlicher Integrität und Sachbeschädigung“ beschäftigt, besteht aus den §§ 194–240. Auch hier werden vertragliche und außervertragliche Rechtsbeziehungen strikt voneinander getrennt, wobei zunächst die deliktisch begründeten Rechtsverhältnisse behandelt werden. Dabei werden in der Regel wiederum Strafen nach dem Talionsprinzip angedroht. Anschließend werden Körperverletzungen und Sachbeschädigungen behandelt, die bei der Erfüllung von Vertragsverhältnissen begangen wurden, wobei hier stets Bestimmungen über die kunstgerecht ausgeführte Tätigkeit vorangestellt wurden. Am Ende des Abschnitts stehen Rechtssätze, die sich mit Haftungsfragen bei der Schiffsmiete beschäftigen und damit eine Überleitung zum letzten Abschnitt darstellen.
Dieser besteht aus den §§ 241–282 und behandelt die „Vieh- und Dienstmiete“. Die Rechtssätze sind dabei chronologisch nach dem zeitlichen Ablauf des Feldbaus von der Feldbestellung bis zur Ernte sortiert. Innerhalb dieser Gruppen wurde wiederum nach vertraglicher und außervertraglicher Haftung differenziert. Am Ende dieses Abschnitts werden allgemeine Miettarife festgesetzt, bevor die Rechtssätze mit Bestimmungen zum Sklavenrecht enden.

### Epilog
Der Epilog beginnt auf der Stele mit einer neuen Kolumne, die ihn von den Rechtssätzen absetzen. Er beginnt zunächst mit der an ein Kolophon erinnernden Formel:

„Rechtssätze der Gerechtigkeit, die Ḫammurapi, der fähige König, festgesetzt hat und (durch die er) das Land hat rechte Ordnung und gute Führung ergreifen lassen.“

Es folgen Erfolgsberichte, die teilweise eine Erfüllung der im Prolog erwähnten Aufträge darstellen. Im Epilog werden dann jedoch auch nähere Informationen zur Stele selbst gegeben. So sei diese nach Niederschrift des Codex, im Esaĝila in Babylon vor der „Statue Ḫammurapis als König der Gerechtigkeit“ aufgestellt worden. Hieraus wird von einigen Autoren gefolgert, dass die in Susa gefundene Stele ursprünglich aus Babylon und nicht aus Sippar stamme.

Daran schließen sich Wünsche des Ḫammurapis über die Verwirklichung seiner Gerechtigkeit, sein eigenes Andenken und für den Umgang mit dem Relief an. Aus diesem Abschnitt stammt auch die für die Interpretation des Codex als Gesetzgebung herangezogene Passage: 

„Ein Mann, dem Unrecht geschieht und der eine Rechtssache erhält, möge vor meine Statue ‚König der Gerechtigkeit‘ treten und sich meine beschriebene Stele vorlesen lassen und meine erhabenen Worte hören und meine Stele möge ihm die Rechtssache zeigen. Sein Urteil möge er ersehen“

Am Ende des Epilogs stehen Ermahnungen an künftige Herrscher, die Rechtssätze zu bewahren und nicht zu verändern, welche mit dem Wunsch nach einer Segnung des dem folgenden Herrschers durch Šamaš bekräftigt werden. Daran schließt eine lange Sammlung von Fluchformeln an, die insgesamt den größten Teil des Epilogs einnehmen und sich gegen jede einflussreiche Person richtet, die den Ermahnungen nicht folgt. Auch diese Verfluchungen folgen einem festen Schema, das aus dem Namen der Gottheit, ihren Epitheta, ihrer Beziehung zu Ḫammurapi sowie einem passenden Fluch besteht.

## Die Ḫammurapi-Stele

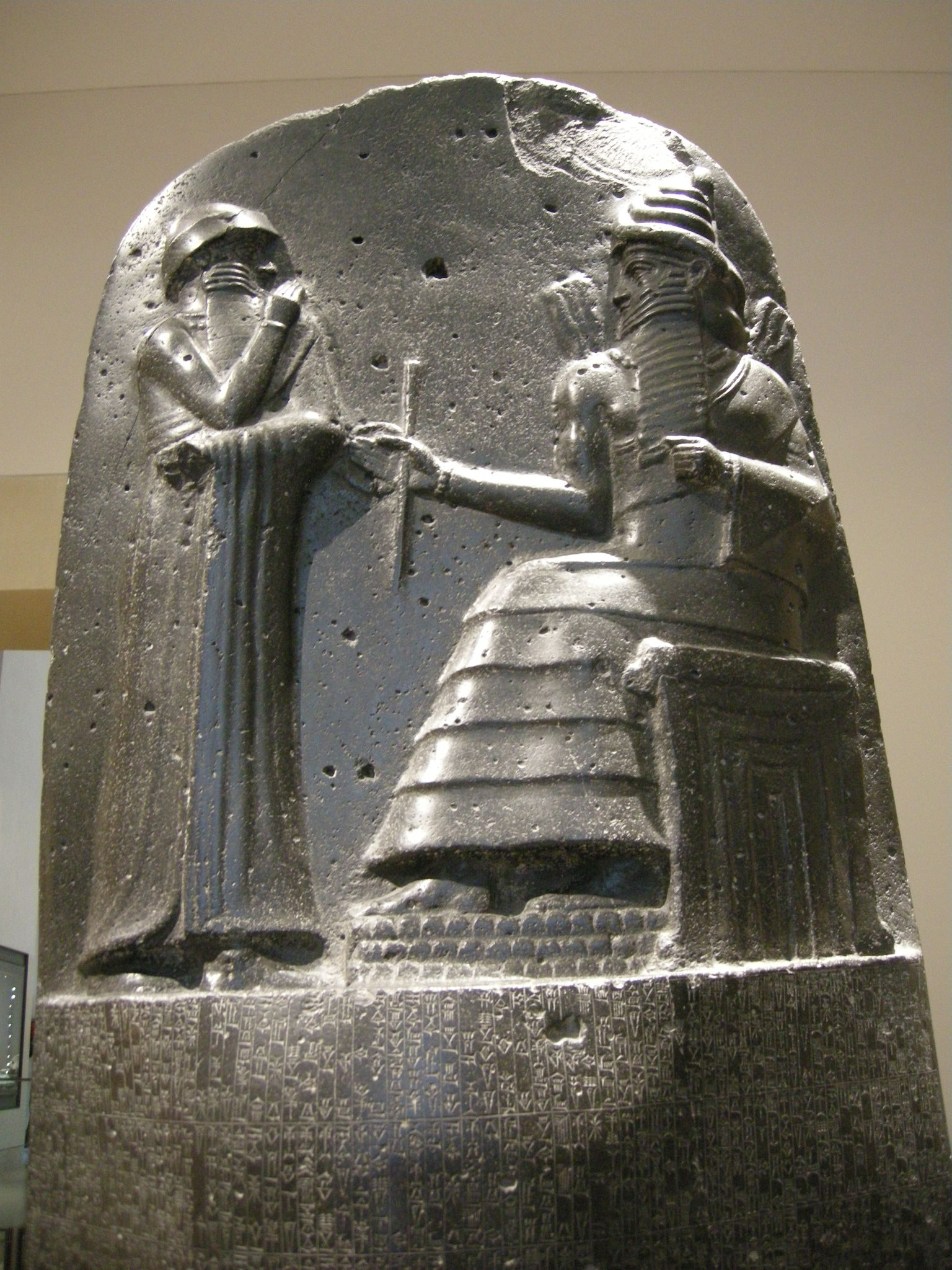
Das Relief im oberen Teil der Stele zeigt Ḫammurapi vor Šamaš

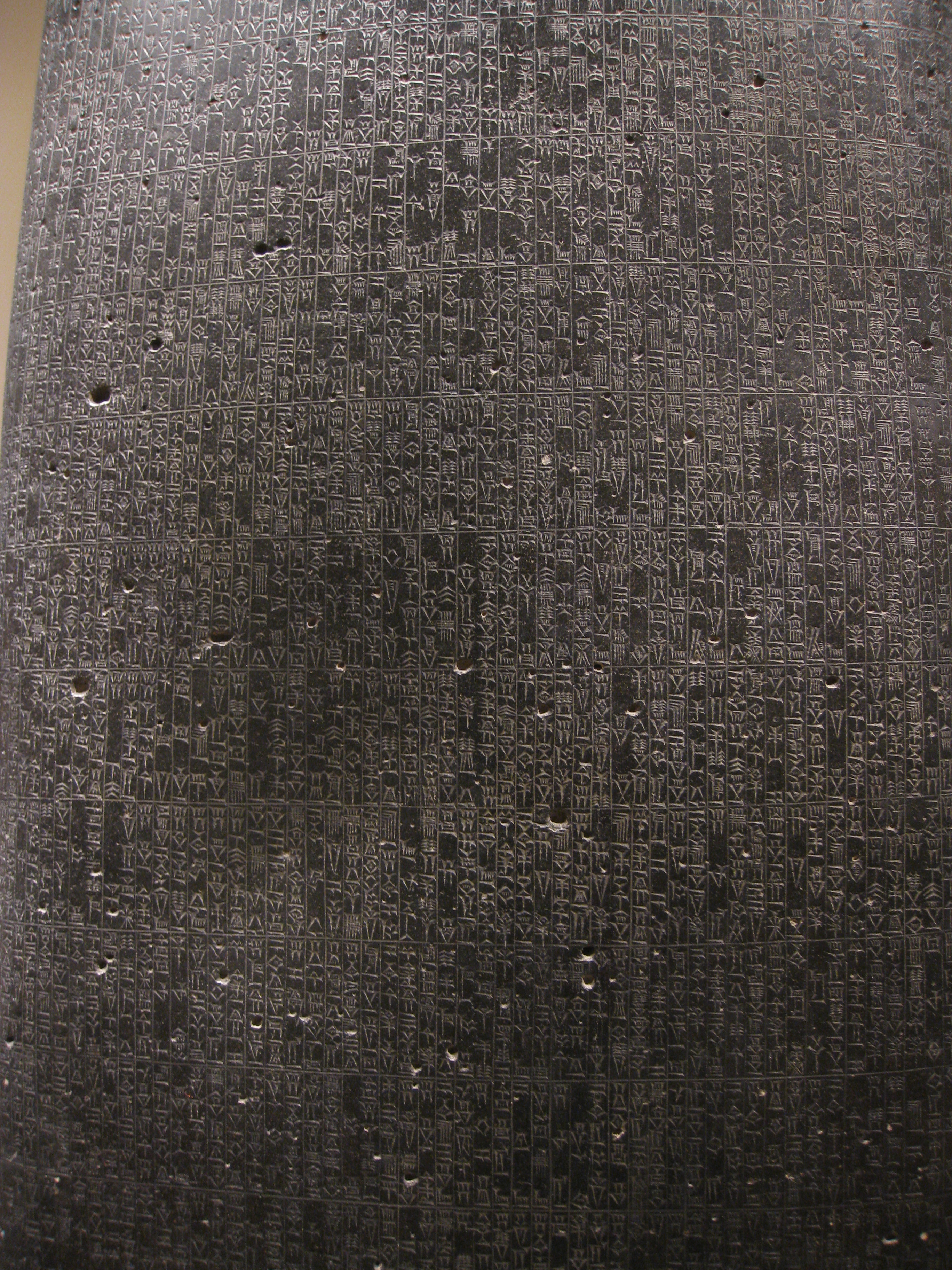
Detail der Inschriften auf der Stele

Im Vergleich zum Text des Codex Ḫammurapi war die in Susa gefundene Stele selbst eher nur am Rande Gegenstand weitergehender wissenschaftlicher Untersuchungen. Dies ist nicht zuletzt darauf zurückzuführen, dass die Fachwelt der Darstellung am Kopfende der Stele keine größere Bedeutung zugemessen hatte bzw. ihr einen künstlerischen Mehrwert absprach. Andererseits ist die Vorderasiatische Archäologie traditionell kunstgeschichtlich ausgerichtet und konzentrierte sich daher auf Stilanalyse, Motivforschung und Untersuchung von Besonderheiten mit dem Ziel einer Datierung, so dass überwiegend deskriptive, kunstbetrachtende Arbeiten erstellt wurden, während kulturgeschichtliche Deutungen der Stele die Ausnahme bleiben. Der meistzitierte Versuch einer solchen Deutung wurde 2006 von Gabriele Elsen-Novák und Mirko Novák vorgelegt.
Die insgesamt 2,25 m hohe Stele besteht aus schwarzem, glänzend-poliertem Diorit und besitzt an ihrem oberen Ende ein 60 × 65 cm großes Relieffeld. Darauf befindet sich eine verkürzte Version der seit der Ur-III-Zeit aus der Glyptik bekannten so genannten Einführungsszene: Eine männliche Figur, Ḫammurapi, steht vor einer thronenden Gottheit, Šamaš. Dabei ist eine Hand des Königs erhoben, was aufgrund literarischer Zeugnisse mit der Adoration von Gottheiten in Verbindung gebracht werden kann. Von anderen Bildnissen aus dieser Zeit hebt sich die Ḫammurapi-Stele durch die Profildarstellung der Köpfe ab, welche lediglich in der Investitur des Zimri-Lim eine Parallele hat. Wie bei letzterer werden dem König vom Gott ein Ring und ein Stab überreicht, deren Deutung kontrovers diskutiert wurde. Möglicherweise handelt es sich beim Ring um eine allgemeine Machtinsignie, während der Stab einen Schreibgriffel darstellen könnte.
Aus ikonologischen Betrachtungen ergibt sich, dass das Relief vor allem die göttliche Legitimation des Herrschers öffentlich und gegenüber der Nachwelt darzustellen versuchte.

## Natur und Funktion des Codex Ḫammurapi
Seit der Publikation des Textes vor über 100 Jahren wurde in der altorientalistischen und rechtshistorischen Forschung kontrovers über seine Natur und Funktion diskutiert. Die Entdeckung des Codex Ḫammurapi fiel in die Zeit, als in vielen europäischen Staaten neue Zivilgesetzbücher, darunter auch das BGB in Deutschland, in Kraft traten und die Bedeutung umfassender Kodifikationen geltenden Rechts im öffentlichen Bewusstsein präsent war. Als solcher wurde er oft als Beispiel für frühe Gesetzeskodifikationen, die sich am Talionsprinzip orientieren, gehandelt. Für diese Interpretation wird bis heute angeführt, dass der Codex Ḫammurapi, entsprechend dem oben zitierten Passus auf der Rückseite, eine Erkenntnisquelle für den Rechtsuchenden sei. Außerdem entstamme er einer Zeit, in der im Rahmen der Errichtung des altbabylonischen Reiches ein Bedarf nach einem reichsweit einheitlichen Rechtssystem bestanden habe, und sei daher als legislative Reform zu sehen.
An dieser Interpretation äußerten die Assyriologen Wilhelm Eilers und Benno Landsberger in der Vorkriegszeit erstmals Zweifel, womit die bis heute nicht beendete Kontroverse begann. Diese Kritik kann sich dabei insbesondere darauf berufen, dass die im Codex benannten Normen nicht mit zeitgenössischen Verträgen übereinstimmen, der Codex zudem auch in keinem einzigen der zahlreichen Rechtsdokumente als Rechtsquelle zitiert wird und er insgesamt nur einen eklektischen Charakter hat. Auffällig sei jedoch die große Verbreitung des Textes in Schreiberschulen, die darauf hindeuten könnte, dass der Codex vor allem ein sprachliches Kunstwerk war. Außerdem sei der Text im 20. Regierungsjahr des Königs auffallend spät entstanden. Zusammen mit der künstlerischen Ausgestaltung und dem wertvollen Material könnte dies für einen reinen Denkmalcharakter der Stele sprechen. Der auf ihr eingemeißelte Text könne also vor allem der Propaganda des Königs gedient haben.

## Ausgaben und Übersetzungen
- Godfrey Rolles Driver, John C. Miles: The Babylonian Laws. Volume 1: Legal Commentary. Clarendon Press, Oxford 1952; Volume 2: Text Translation. Clarendon Press, Oxford 1955; Neuauflage: Wipf and Stock, Eugene (OR) 2007.
- C. Edwards: The Hammurabi Code. Watts & Co., London 1921.
- Wilhelm Eilers: Codex Hammurabi. Die Gesetzesstele Hammurabis. Marix, Wiesbaden 2009, ISBN 978-3-86539-203-9 (Neuauflage der Übersetzung von 1932 mit aktualisierter Einführung).
- Joachim Oelsner: Der Kodex Ḫammu-rāpi. Textkritische Ausgabe und Übersetzung (= dubsar. Band 4). Zaphon, Münster 2022, ISBN 978-3-96327-008-6.
- Heinz-Dieter Viel: Der Codex Hammurapi. Keilschrift-Edition mit Übersetzung. Dührkohp & Radicke, Göttingen 2002, ISBN 3-89744-213-2.

### Übersetzungen
- Übersetzung von L. W. King (1915) (PDF; 131 kB), englisch
- Altorientalische Texte zum Alten Testament, Edition Alpha et Omega: Deutsche Übersetzung nach Hugo Gressmann, Berlin 1926, S. 380ff.

### Vertonung
- Versuche zur Rekonstruktion des gesprochenen Akkadisch. U.a. auch die eingesprochene Lesung des Codex Hammurapi mit Transkription. Website der School of Oriental and African Studies, University of London